# Windows Movie Maker
Windows Movie Maker е софтуер за създаване и редактиране на видео, включен в Microsoft Windows. Притежава някои характеристики като ефекти, преходи, добавяне на текст и музика. Има възможност за създаване на нови ефекти и преходи, а съществуващите вече могат да бъдат редактирани с XML. Също така Windows Movie Maker е основна програма за редактиране на звук. Може да прилага основни ефекти като например заглушаване. Полученото аудио може да бъде записано под формата на аудио файл, а не като видео файл.
Първата версия на програмата се е появила в Windows Me и Windows 2000, последвана от следващата в Windows XP.
След появата на Windows Vista Windows Movie Maker е заменен от приложението Windows Live Movie Maker, което е включено в Windows Live Essentials и може да се изтегли свободно от Windows Live. Новият Movie Maker не може да отваря проекти, направени на старата версия, и от него липсват някои функции, но са добавени нови.
Считано от 10 януари 2017 г., Windows Movie Maker, част от Windows Essentials 2012, вече не се поддържа от Windows 10 и не е наличен за изтегляне. Има много сайтове в интернет, които предлагат нови безплатни версии на Movie Maker, но според Microsoft те не са оригиналният продукт.

## Версии
| Официално име            | Година на излизане | Версия | Операционна система                       | Детайли |
| ------------------------ | ------------------ | ------ | ----------------------------------------- | --- |
| Windows Movie Maker      | 2000               | 1.0    | Windows Me                                | Първа версия на програмата. Притежава стандартни основни функции за редактиране на видео файлове. Може да запазва единствено видеоклипове в ASF формат.                                                                        |
| Windows Movie Maker      | 2001               | 1.1    | Windows XP                                | Възможност за създаване на DV, AV и WMV изходни файлове. |
| Windows Movie Maker      | 2002               | 2.0    | Windows XP                                | Добавени допълнителни функции, преработен потребителски интерфейс и някои навигационни бутони. |
| Windows Movie Maker      | 2004               | 2.1    | Windows XP SP2                            | Малки актуализации и поправки. По-добра съвместимост с други приложения. |
| Windows Movie Maker      | 2004               | 2.5    | Windows XP Media Center Edition 2005      | Добавено по-голямо разнообразие от вградени преходи и ефекти. Възможност за създаване на DVD. |
| Windows Movie Maker      | 2006               | 2.6    | Windows Vista, Windows 7                  | Незначителни промени. |
| Windows Movie Maker      | 2007               | 6.0    | Windows Vista                             | Добавени допълнителни ефекти и преходи. Поддръжка за DVR-MS формат. |
| Windows Live Movie Maker | 2008               | 14.0   | Windows Vista, Windows 7                  | Преименуван на Windows Live Movie Maker с голям редизайн на интерфейса. Функция за експортиране на видеоклипове в YouTube. Подръжда на допълнителни файлови формати като QT, AVCHD и MPEG4.                                    |
| Windows Live Movie Maker | 2011               | 15.4   | Windows 7, Server 2008 R2, Windows XP SP2 | Добавени са допълнителни функции, като например директен запис с помощта на уеб камера, поддръжка на HD видео, директни качвания в OneDrive, споделяне и публикуване във Facebook, както и в други социални медийни платформи. |
| Windows Live Movie Maker | 2012               | 16.4   | Windows 7, Windows 8, Server 2008 R2      | Повече гъвкавост по отношение на импортирането на файлове от устройства. Добавени безплатни музикални ресурси, функции за редактиране и вградени теми.                                                                         |